# 100% NL TV
100% NL TV is een Nederlandse digitale televisiezender, die ontstaan is uit het radiostation 100% NL. De televisiezender, die op 1 oktober 2013 begon met uitzenden werd als eerste aangeboden bij kabelexploitant Ziggo, maar is later ook beschikbaar gekomen bij Delta en Caiway. De zender is eigendom van Mediahuis waar ook Slam!TV onder valt.
De zender zendt 24 uur per dag videoclips van Nederlandse artiesten uit.